# Liste der Nummer-eins-Hits in Australien (1998)
Diese Liste enthält alle Nummer-eins-Hits in Australien im Jahr 1998. Grundlage sind die Top 50 der australischen Charts der ARIA. Es gab in diesem Jahr 14 Nummer-eins-Singles und 27 Nummer-eins-Alben.

## Singles
| ← 1997 ← | Liste der Nummer-eins-Hits in Australien | Liste der Nummer-eins-Hits in Australien | Liste der Nummer-eins-Hits in Australien | 1999 → |
| \| Zeitraum \| Wo. ges. \| Interpret \| Titel Autor(en) \| Zusätzliche Informationen \| \| (Zeitraum, Wochen auf Platz eins, Interpret, Titel, Autor[en], zusätzliche Informationen) \| \| \| \| \| \| ----------------------------------------------------------------------------------------- \| -------- \| ------------------------ \| ------------------------------------------------------------------------------------------------------------------------------------------------------------------------------------------------------------------- \| ------------------------------------------------------------------------------------------------------------------------------------------------------------------------------------------------------------------------------------------------------------------------------------------------------------------------------------------ \| \| 28. Dezember 1997 – 14. Februar 1998 7 Wochen \| 7 \| Aqua \| Doctor Jones Musik: Anders Øland, Søren Rasted, Claus Norreen; Text: René Dif \| – \| \| 15. Februar 1998 – 14. März 1998 4 Wochen \| 4 \| Céline Dion \| My Heart Will Go On Will Jennings, James Horner \| – \| \| 15. März 1998 – 21. März 1998 1 Woche \| 1 \| Run DMC vs. Jason Nevins \| It’s Like That Lawrence Smith, Joseph Ward Simmons, Darryl Matthews McDaniels \| – \| \| 22. März 1998 – 9. Mai 1998 7 Wochen \| 7 \| All Saints \| Never Ever Sean Prescott Mather, Esmail Afshin Jazayeri, Shaznay Lewis \| – \| \| 10. Mai 1998 – 6. Juni 1998 4 Wochen \| 4 \| Shania Twain \| You’re Still the One Eileen Regina Lange, Robert John Lange \| – \| \| 7. Juni 1998 – 13. Juni 1998 1 Woche \| 1 \| Steps \| 5, 6, 7, 8 Barry John Upton, Steven Crosby \| – \| \| 14. Juni 1998 – 20. Juni 1998 1 Woche \| 1 \| K-Ci & JoJo \| All My Life Joel Lamonte Hailey, Rory A. Bennett \| – \| \| 21. Juni 1998 – 1. August 1998 6 Wochen \| 6 \| Ricky Martin \| The Cup of Life / María Musik: Desmond Child, Ian Blake; Text: Desmond Child / Luis Gómez Escolar Roldán, Robert Edward Rosa, Karl C. Porter \| Zwar war Australien bei der Fußball-Weltmeisterschaft 1998 nicht vertreten, die WM-Hymne The Cup of Life wurde trotzdem zum Hit des Jahres. Dazu trug auch die zweite Single-A-Seite Maria bei. Dieser Song war bereits 1995 der erste große Hit für Ricky Martin gewesen, in Australien wurde der Puerto-Ricaner aber erst 1998 entdeckt. \| \| 2. August 1998 – 5. September 1998 5 Wochen \| 5 \| The Goo Goo Dolls \| Iris John T. Rzeznik \| – \| \| 6. September 1998 – 12. September 1998 1 Woche \| 1 \| Lighthouse Family \| High Paul John Tucker, Emmanuel Tunde Baiyewu \| – \| \| 13. September 1998 – 14. November 1998 9 Wochen \| 9 \| Aerosmith \| I Don’t Want to Miss a Thing Diane Eve Warren \| – \| \| 15. November 1998 – 28. November 1998 2 Wochen \| 2 \| B*Witched \| Rollercoaster Tracy Ackerman, Martin Sean Brannigan, Ray Hedges, Edele Claire Lynch, Keavy Jane Lynch, Lindsay Gaeil Christian Armaou, Sinead Maria O’Carroll \| – \| \| 29. November 1998 – 11. Dezember 1998 2 Wochen \| 2 \| Jennifer Paige \| Crush Mark Clifford Mueller, Andy Goldmark, Kevin Bruce Clark, Bernadette Cosgrove \| – \| \| 13. Dezember 1998 – 23. Januar 1999 6 Wochen \| 6 \| The Offspring \| Pretty Fly (for a White Guy) Bryan Keith Holland, Thomas Sylvester Allen, Harold Ray Brown I, Morris Dewayne Dickerson, Le Roy Jordan, Lee Oskar Levitin, Charles William Miller, Howard E. Scott, Gerald Goldstein \| – \| |                                          |                                          | | |
| ← 1997 |                                          |                                          | | → 1999 → |
| Zeitraum | Wo. ges.                                 | Interpret                                | Titel Autor(en) | Zusätzliche Informationen |
| (Zeitraum, Wochen auf Platz eins, Interpret, Titel, Autor[en], zusätzliche Informationen) |                                          |                                          | | |
| 28. Dezember 1997 – 14. Februar 1998 7 Wochen | 7                                        | Aqua                                     | Doctor Jones Musik: Anders Øland, Søren Rasted, Claus Norreen; Text: René Dif | – |
| 15. Februar 1998 – 14. März 1998 4 Wochen | 4                                        | Céline Dion                              | My Heart Will Go On Will Jennings, James Horner | – |
| 15. März 1998 – 21. März 1998 1 Woche | 1                                        | Run DMC vs. Jason Nevins                 | It’s Like That Lawrence Smith, Joseph Ward Simmons, Darryl Matthews McDaniels | – |
| 22. März 1998 – 9. Mai 1998 7 Wochen | 7                                        | All Saints                               | Never Ever Sean Prescott Mather, Esmail Afshin Jazayeri, Shaznay Lewis | – |
| 10. Mai 1998 – 6. Juni 1998 4 Wochen | 4                                        | Shania Twain                             | You’re Still the One Eileen Regina Lange, Robert John Lange | – |
| 7. Juni 1998 – 13. Juni 1998 1 Woche | 1                                        | Steps                                    | 5, 6, 7, 8 Barry John Upton, Steven Crosby | – |
| 14. Juni 1998 – 20. Juni 1998 1 Woche | 1                                        | K-Ci & JoJo                              | All My Life Joel Lamonte Hailey, Rory A. Bennett | – |
| 21. Juni 1998 – 1. August 1998 6 Wochen | 6                                        | Ricky Martin                             | The Cup of Life / María Musik: Desmond Child, Ian Blake; Text: Desmond Child / Luis Gómez Escolar Roldán, Robert Edward Rosa, Karl C. Porter                                                                        | Zwar war Australien bei der Fußball-Weltmeisterschaft 1998 nicht vertreten, die WM-Hymne The Cup of Life wurde trotzdem zum Hit des Jahres. Dazu trug auch die zweite Single-A-Seite Maria bei. Dieser Song war bereits 1995 der erste große Hit für Ricky Martin gewesen, in Australien wurde der Puerto-Ricaner aber erst 1998 entdeckt. |
| 2. August 1998 – 5. September 1998 5 Wochen | 5                                        | The Goo Goo Dolls                        | Iris John T. Rzeznik | – |
| 6. September 1998 – 12. September 1998 1 Woche | 1                                        | Lighthouse Family                        | High Paul John Tucker, Emmanuel Tunde Baiyewu | – |
| 13. September 1998 – 14. November 1998 9 Wochen | 9                                        | Aerosmith                                | I Don’t Want to Miss a Thing Diane Eve Warren | – |
| 15. November 1998 – 28. November 1998 2 Wochen | 2                                        | B*Witched                                | Rollercoaster Tracy Ackerman, Martin Sean Brannigan, Ray Hedges, Edele Claire Lynch, Keavy Jane Lynch, Lindsay Gaeil Christian Armaou, Sinead Maria O’Carroll                                                       | – |
| 29. November 1998 – 11. Dezember 1998 2 Wochen | 2                                        | Jennifer Paige                           | Crush Mark Clifford Mueller, Andy Goldmark, Kevin Bruce Clark, Bernadette Cosgrove | – |
| 13. Dezember 1998 – 23. Januar 1999 6 Wochen | 6                                        | The Offspring                            | Pretty Fly (for a White Guy) Bryan Keith Holland, Thomas Sylvester Allen, Harold Ray Brown I, Morris Dewayne Dickerson, Le Roy Jordan, Lee Oskar Levitin, Charles William Miller, Howard E. Scott, Gerald Goldstein | – |

## Alben
| ← 1997 ← | Liste der Nummer-eins-Hits in Australien | Liste der Nummer-eins-Hits in Australien          | Liste der Nummer-eins-Hits in Australien                | 1999 →                    |
| \| Zeitraum \| Wo. ges. \| Interpret \| Titel \| Zusätzliche Informationen \| \| (Zeitraum, Wochen auf Platz eins, Interpret, Titel, zusätzliche Informationen) \| \| \| \| \| \| ------------------------------------------------------------------------------ \| -------- \| ------------------------------------------------- \| ------------------------------------------------------- \| ------------------------- \| \| 21. Dezember 1997 – 3. Januar 1998 2 Wochen \| 2 \| The 12th Man \| Bill Lawry … This Is Your Life \| – \| \| 4. Januar 1998 – 17. Januar 1998 2 Wochen \| 2 \| Céline Dion \| Let’s Talk About Love \| – \| \| 18. Januar 1998 – 31. Januar 1998 2 Wochen \| 2 \| Aqua \| Aquarium \| – \| \| 1. Februar 1998 – 14. Februar 1998 2 Wochen (insgesamt 11) \| 11 \| (Soundtrack) \| Titanic: Music from the Motion Picture \| – \| \| 15. Februar 1998 – 21. Februar 1998 1 Woche \| 1 \| Pearl Jam \| Yield \| – \| \| 22. Februar 1998 – 14. März 1998 3 Wochen (insgesamt 11) \| 11 \| (Soundtrack) \| Titanic: Music from the Motion Picture \| – \| \| 15. März 1998 – 21. März 1998 1 Woche \| 1 \| Madonna \| Ray of Light \| – \| \| 22. März 1998 – 2. Mai 1998 6 Wochen (insgesamt 11) \| 11 \| (Soundtrack) \| Titanic: Music from the Motion Picture \| – \| \| 3. Mai 1998 – 9. Mai 1998 1 Woche \| 1 \| Massive Attack \| Mezzanine \| – \| \| 16. Mai 1998 1 Woche \| 1 \| (Soundtrack) \| Eine Hochzeit zum Verlieben \| – \| \| 17. Mai 1998 – 23. Mai 1998 1 Woche \| 1 \| Jeff Buckley \| Sketches for My Sweetheart the Drunk \| – \| \| 24. Mai 1998 – 6. Juni 1998 2 Wochen (insgesamt 6) \| 6 \| Matchbox 20 \| Yourself or Someone Like You \| – \| \| 7. Juni 1998 – 13. Juni 1998 1 Woche \| 1 \| You Am I \| You Am I’s #4 Record \| – \| \| 14. Juni 1998 – 20. Juni 1998 1 Woche \| 1 \| The Smashing Pumpkins \| Adore \| – \| \| 21. Juni 1998 – 27. Juni 1998 1 Woche (insgesamt 2) \| 2 \| (Soundtrack) \| Stadt der Engel \| – \| \| 28. Juni 1998 – 11. Juli 1998 2 Wochen \| 2 \| Neil Finn \| Try Whistling This \| – \| \| 12. Juli 1998 – 18. Juli 1998 1 Woche (insgesamt 2) \| 2 \| (Soundtrack) \| Stadt der Engel \| – \| \| 19. Juli 1998 – 25. Juli 1998 1 Woche \| 1 \| Beastie Boys \| Hello Nasty \| – \| \| 26. Juli 1998 – 15. August 1998 3 Wochen (insgesamt 6) \| 6 \| Matchbox 20 \| Yourself or Someone Like You \| – \| \| 16. August 1998 – 22. August 1998 1 Woche (insgesamt 13) \| 13 \| (Soundtrack) \| Grease: The Original Soundtrack from the Motion Picture \| – \| \| 23. August 1998 – 29. August 1998 1 Woche (insgesamt 3) \| 3 \| Natalie Imbruglia \| Left of the Middle \| – \| \| 30. August 1998 – 5. September 1998 1 Woche \| 1 \| Korn \| Follow the Leader \| – \| \| 6. September 1998 – 12. September 1998 1 Woche (insgesamt 3) \| 3 \| Natalie Imbruglia \| Left of the Middle \| – \| \| 13. September 1998 – 19. September 1998 1 Woche (insgesamt 6) \| 6 \| Matchbox 20 \| Yourself or Someone Like You \| – \| \| 20. September 1998 – 26. September 1998 1 Woche \| 1 \| Powderfinger \| Internationalist \| – \| \| 27. September 1998 – 3. Oktober 1998 1 Woche \| 1 \| Marilyn Manson \| Mechanical Animals \| – \| \| 4. Oktober 1998 – 10. Oktober 1998 1 Woche \| 1 \| Kiss \| Psycho Circus \| – \| \| 11. Oktober 1998 – 17. Oktober 1998 1 Woche \| 1 \| Vonda Shepard \| Songs from Ally McBeal \| – \| \| 18. Oktober 1998 – 24. Oktober 1998 1 Woche \| 1 \| Cold Chisel \| The Last Wave of Summer \| – \| \| 25. Oktober 1998 – 1. November 1998 2 Wochen (insgesamt 3) \| 3 \| Natalie Imbruglia \| Left of the Middle \| – \| \| 2. November 1998 – 8. November 1998 1 Woche \| 1 \| The Living End \| The Living End \| – \| \| 9. November 1998 – 6. Dezember 1998 4 Wochen (insgesamt 5) \| 5 \| U2 \| The Best of 1980-1990 \| – \| \| 7. Dezember 1998 – 13. Dezember 1998 1 Woche \| 1 \| (Verschiedene Interpreten) \| Chef Aid: The South Park Album \| – \| \| 14. Dezember 1998 – 27. Dezember 1998 2 Wochen \| 2 \| Olivia Newton-John, John Farnham & Anthony Warlow \| Highlights from “The Main Event” \| – \| \| 28. Dezember 1998 – 3. Januar 1999 1 Woche (insgesamt 5) \| 5 \| U2 \| The Best of 1980–1990 \| – \| |                                          |                                                   |                                                         |                           |
| ← 1997 |                                          |                                                   |                                                         | → 1999 →                  |
| Zeitraum | Wo. ges.                                 | Interpret                                         | Titel                                                   | Zusätzliche Informationen |
| (Zeitraum, Wochen auf Platz eins, Interpret, Titel, zusätzliche Informationen) |                                          |                                                   |                                                         |                           |
| 21. Dezember 1997 – 3. Januar 1998 2 Wochen | 2                                        | The 12th Man                                      | Bill Lawry … This Is Your Life                          | –                         |
| 4. Januar 1998 – 17. Januar 1998 2 Wochen | 2                                        | Céline Dion                                       | Let’s Talk About Love                                   | –                         |
| 18. Januar 1998 – 31. Januar 1998 2 Wochen | 2                                        | Aqua                                              | Aquarium                                                | –                         |
| 1. Februar 1998 – 14. Februar 1998 2 Wochen (insgesamt 11) | 11                                       | (Soundtrack)                                      | Titanic: Music from the Motion Picture                  | –                         |
| 15. Februar 1998 – 21. Februar 1998 1 Woche | 1                                        | Pearl Jam                                         | Yield                                                   | –                         |
| 22. Februar 1998 – 14. März 1998 3 Wochen (insgesamt 11) | 11                                       | (Soundtrack)                                      | Titanic: Music from the Motion Picture                  | –                         |
| 15. März 1998 – 21. März 1998 1 Woche | 1                                        | Madonna                                           | Ray of Light                                            | –                         |
| 22. März 1998 – 2. Mai 1998 6 Wochen (insgesamt 11) | 11                                       | (Soundtrack)                                      | Titanic: Music from the Motion Picture                  | –                         |
| 3. Mai 1998 – 9. Mai 1998 1 Woche | 1                                        | Massive Attack                                    | Mezzanine                                               | –                         |
| 16. Mai 1998 1 Woche | 1                                        | (Soundtrack)                                      | Eine Hochzeit zum Verlieben                             | –                         |
| 17. Mai 1998 – 23. Mai 1998 1 Woche | 1                                        | Jeff Buckley                                      | Sketches for My Sweetheart the Drunk                    | –                         |
| 24. Mai 1998 – 6. Juni 1998 2 Wochen (insgesamt 6) | 6                                        | Matchbox 20                                       | Yourself or Someone Like You                            | –                         |
| 7. Juni 1998 – 13. Juni 1998 1 Woche | 1                                        | You Am I                                          | You Am I’s #4 Record                                    | –                         |
| 14. Juni 1998 – 20. Juni 1998 1 Woche | 1                                        | The Smashing Pumpkins                             | Adore                                                   | –                         |
| 21. Juni 1998 – 27. Juni 1998 1 Woche (insgesamt 2) | 2                                        | (Soundtrack)                                      | Stadt der Engel                                         | –                         |
| 28. Juni 1998 – 11. Juli 1998 2 Wochen | 2                                        | Neil Finn                                         | Try Whistling This                                      | –                         |
| 12. Juli 1998 – 18. Juli 1998 1 Woche (insgesamt 2) | 2                                        | (Soundtrack)                                      | Stadt der Engel                                         | –                         |
| 19. Juli 1998 – 25. Juli 1998 1 Woche | 1                                        | Beastie Boys                                      | Hello Nasty                                             | –                         |
| 26. Juli 1998 – 15. August 1998 3 Wochen (insgesamt 6) | 6                                        | Matchbox 20                                       | Yourself or Someone Like You                            | –                         |
| 16. August 1998 – 22. August 1998 1 Woche (insgesamt 13) | 13                                       | (Soundtrack)                                      | Grease: The Original Soundtrack from the Motion Picture | –                         |
| 23. August 1998 – 29. August 1998 1 Woche (insgesamt 3) | 3                                        | Natalie Imbruglia                                 | Left of the Middle                                      | –                         |
| 30. August 1998 – 5. September 1998 1 Woche | 1                                        | Korn                                              | Follow the Leader                                       | –                         |
| 6. September 1998 – 12. September 1998 1 Woche (insgesamt 3) | 3                                        | Natalie Imbruglia                                 | Left of the Middle                                      | –                         |
| 13. September 1998 – 19. September 1998 1 Woche (insgesamt 6) | 6                                        | Matchbox 20                                       | Yourself or Someone Like You                            | –                         |
| 20. September 1998 – 26. September 1998 1 Woche | 1                                        | Powderfinger                                      | Internationalist                                        | –                         |
| 27. September 1998 – 3. Oktober 1998 1 Woche | 1                                        | Marilyn Manson                                    | Mechanical Animals                                      | –                         |
| 4. Oktober 1998 – 10. Oktober 1998 1 Woche | 1                                        | Kiss                                              | Psycho Circus                                           | –                         |
| 11. Oktober 1998 – 17. Oktober 1998 1 Woche | 1                                        | Vonda Shepard                                     | Songs from Ally McBeal                                  | –                         |
| 18. Oktober 1998 – 24. Oktober 1998 1 Woche | 1                                        | Cold Chisel                                       | The Last Wave of Summer                                 | –                         |
| 25. Oktober 1998 – 1. November 1998 2 Wochen (insgesamt 3) | 3                                        | Natalie Imbruglia                                 | Left of the Middle                                      | –                         |
| 2. November 1998 – 8. November 1998 1 Woche | 1                                        | The Living End                                    | The Living End                                          | –                         |
| 9. November 1998 – 6. Dezember 1998 4 Wochen (insgesamt 5) | 5                                        | U2                                                | The Best of 1980-1990                                   | –                         |
| 7. Dezember 1998 – 13. Dezember 1998 1 Woche | 1                                        | (Verschiedene Interpreten)                        | Chef Aid: The South Park Album                          | –                         |
| 14. Dezember 1998 – 27. Dezember 1998 2 Wochen | 2                                        | Olivia Newton-John, John Farnham & Anthony Warlow | Highlights from “The Main Event”                        | –                         |
| 28. Dezember 1998 – 3. Januar 1999 1 Woche (insgesamt 5) | 5                                        | U2                                                | The Best of 1980–1990                                   | –                         |

## Jahreshitparaden
| ← 1997 ← | Liste der Nummer-eins-Hits in Australien | Liste der Nummer-eins-Hits in Australien                                           | Liste der Nummer-eins-Hits in Australien | 1999 →   |
| \| Singles \| Position# \| Alben \| \| --------------------------------------------------------------------------------------------------------------------------------------------------------- \| --------- \| ---------------------------------------------------------------------------------- \| \| The Cup of Life / María Ricky Martin Musik: Desmond Child, Ian Blake; Text: Desmond Child / Luis Gómez Escolar Roldán, Robert Edward Rosa, Karl C. Porter \| 1 \| Yourself or Someone Like You Matchbox 20 \| \| It’s Like That Run DMC vs. Jason Nevins Lawrence Smith, Joseph Ward Simmons, Darryl Matthews McDaniels \| 2 \| Aquarium Aqua \| \| Iris The Goo Goo Dolls John T. Rzeznik \| 3 \| Titanic: Music from the Motion Picture (Soundtrack) \| \| I Don’t Want to Miss a Thing Aerosmith Diane Eve Warren \| 4 \| Backstreet’s Back Backstreet Boys \| \| Never Ever All Saints Sean Prescott Mather, Esmail Afshin Jazayeri, Shaznay Lewis \| 5 \| Left of the Middle Natalie Imbruglia \| \| Second Solution / Prisoner of Society The Living End Christopher John Cheney, Scott Bradley Owen / Christopher John Cheney \| 6 \| The Best of 1980-1990 U2 \| \| Crush Jennifer Paige Mark Clifford Mueller, Andy Goldmark, Kevin Bruce Clark, Bernadette Cosgrove \| 7 \| Come On Over Shania Twain \| \| Redundant / Time of Your Life Green Day Musik: Michael Ryan Pritchard, Frank Edwin Wright III, Billie Joe Armstrong; Text: Billie Joe Armstrong \| 8 \| Highlights from “The Main Event” Olivia Newton-John, John Farnham & Anthony Warlow \| \| You’re Still the One Shania Twain Eileen Regina Lange, Robert John Lange \| 9 \| Spiceworld Spice Girls \| \| From This Moment On Shania Twain Eileen Regina Lange, Robert John Lange \| 10 \| Ray of Light Madonna \| |                                          |                                                                                    |                                          |          |
| ← 1997 |                                          |                                                                                    |                                          | → 1999 → |
| Singles | Position#                                | Alben                                                                              |                                          |          |
| The Cup of Life / María Ricky Martin Musik: Desmond Child, Ian Blake; Text: Desmond Child / Luis Gómez Escolar Roldán, Robert Edward Rosa, Karl C. Porter | 1                                        | Yourself or Someone Like You Matchbox 20                                           |                                          |          |
| It’s Like That Run DMC vs. Jason Nevins Lawrence Smith, Joseph Ward Simmons, Darryl Matthews McDaniels | 2                                        | Aquarium Aqua                                                                      |                                          |          |
| Iris The Goo Goo Dolls John T. Rzeznik | 3                                        | Titanic: Music from the Motion Picture (Soundtrack)                                |                                          |          |
| I Don’t Want to Miss a Thing Aerosmith Diane Eve Warren | 4                                        | Backstreet’s Back Backstreet Boys                                                  |                                          |          |
| Never Ever All Saints Sean Prescott Mather, Esmail Afshin Jazayeri, Shaznay Lewis | 5                                        | Left of the Middle Natalie Imbruglia                                               |                                          |          |
| Second Solution / Prisoner of Society The Living End Christopher John Cheney, Scott Bradley Owen / Christopher John Cheney | 6                                        | The Best of 1980-1990 U2                                                           |                                          |          |
| Crush Jennifer Paige Mark Clifford Mueller, Andy Goldmark, Kevin Bruce Clark, Bernadette Cosgrove | 7                                        | Come On Over Shania Twain                                                          |                                          |          |
| Redundant / Time of Your Life Green Day Musik: Michael Ryan Pritchard, Frank Edwin Wright III, Billie Joe Armstrong; Text: Billie Joe Armstrong | 8                                        | Highlights from “The Main Event” Olivia Newton-John, John Farnham & Anthony Warlow |                                          |          |
| You’re Still the One Shania Twain Eileen Regina Lange, Robert John Lange | 9                                        | Spiceworld Spice Girls                                                             |                                          |          |
| From This Moment On Shania Twain Eileen Regina Lange, Robert John Lange | 10                                       | Ray of Light Madonna                                                               |                                          |          |